# Jonathan Groff
Jonathan Drew Groff (født 26. marts 1985) er en amerikansk skuespiller og sanger.

## Privatliv
Groff blev diagnosticeret med modermærkekræft i sine tidlige 20ere.
Groff kom offentligt ud som homoseksuel i løbet af National Equality March i 2009.